# 学として現れるであろうあらゆる将来の形而上学のためのプロレゴメナ
『学として現れるであろうあらゆる将来の形而上学のためのプロレゴメナ』（独: Prolegomena zu einer jeden künftigen Metaphysik, die als Wissenschaft wird auftreten können）は、イマヌエル・カントによって1783年に出版された彼の理論哲学についての入門的な注釈書である。通常は『プロレゴメナ』『プロレゴーメナ』などと略して呼ばれる。古くは『哲学序説』等とも訳された。

## 概要
カントの『純粋理性批判』は、1781年にその第一版が出版された。しかし、その内容は難解であったため、多くの批判にさらされていた。そこでカントは、自分の著書がより広く受け入れられるように、また自身の理性批判に基づく形而上学の序論として、『プロレゴメナ』を著した。
『プロレゴメナ』の主要なテーマは、『純粋理性批判』と同じく以下のものであり、本書の構成にも現れている。
- 如何にして純粋数学は可能か
- 如何にして純粋自然科学は可能か
- 如何にして素質としての形而上学は可能か
- 如何にして学としての形而上学は可能か

カントは、本書の序論において、デイヴィッド・ヒュームの因果関係批判こそ、「私の独断のまどろみ」を破ったものであるとして、自己の批判哲学の内面的な起源が、ヒュームにあることを明らかにしている。

## 構成
プロレゴメナとは、ギリシャ語に由来するProlegomenonの複数形で、序文、緒言、序論などを意味する。
必須の序言や緒言とともに、カントはこの著作を先行する問題提起と三つの章に区分した。

### 超越論的主要問題の第一部：如何にして純粋数学は可能か
この部分は、要するに『純粋理性批判』から超越論的感性論の要約版になっている。この中で、カントは空間と時間の超越論的観念性についてのひょっとすると最も有名な教説を展開している。要約すれば次のようなことが述べられている。空間と時間は実在的には存在しない、つまり、人間から独立には存在しない。すなわち、それらはむしろ（人間の）全ての感性的経験の根本条件であり、それで以て我々が現実を見るようなメガネのようなものである。
全ての感性的経験の必然的条件である純粋な直観形式である空間と時間とを以て、この理論は特に次のことを説明しようとする。なぜ数学と幾何学（カントの時代での）における判断は全ての経験判断を超えた破棄できない必然性をもつのか。すなわち、両者が現実において我々から独立に形成されうるのならば、それらについての言明は、例えば「全ての（健全な）犬は四本の足を持つ」のような帰納推理による比較的普遍的な言明の確実性を要求しうる。すなわち、我々が「これまで」見てきた限りで、犬類の（健全な）生物は四肢を持つ。我々がある日三本の足をもったそのような生物にも出くわすだろうことを不可能にしないのは何か。

### 超越論的主要問題の第二部：如何にして純粋自然科学は可能か
この部分は、手短に言えば、『純粋理性批判』の超越論的分析論の思想を再現している。すなわち、前の部分では感性的認識の必然的前提が主役を演じたが、ここでは（カント的な意味での）悟性が認識するものが核心にある。「実体」、「原因と結果」、「普遍性」等々のような原理的な、自然科学（カントの時代の）における中心概念（カントはそれを「カテゴリー」と呼ぶ）が、空間や時間と同じように我々の認識のうちで必然的条件となることを悟性は証明しようとする。すなわち、我々はカントに従って、二つの連続する出来事の関係（太陽が石を照らす、石が温まる）を因果性のカテゴリーの下で考察することができる。カテゴリーはかつて単に連続していただけのものに客観的必然性を与える。すなわち、まさに太陽が石をてらす「ので」、石が温まるのである。
これも、普遍的で自然科学的な言明に、単なる帰納を超えて達せられるある種の必然性と合法則性を確保するという上述の目的と似ている。ちょうど原因と結果の取り扱いはさらにヒュームに対する明白な反対と見なされる。ヒュームは因果関係についての我々の言明の客観的実在性を攻撃し、そこに出来事についての観察された関係について必然性を想定する習慣への単なる主観的で心理学的な傾向だけを認めた。

### 超越論的主要問題の第三部：如何にして形而上学一般は可能か
この著作の三つ目の部分は、『純粋理性批判』の超越論的弁証論の簡略化されかなり短くされたものを提示している。ここで、中心的な認識器官として本来の意味での（再びカントの用語法に従って）理性が主題となっている。感性と悟性が（上述のように）自然についての我々の認識を構成するのに対して、理性は自然に対して統制的なものとして我々を指導することで全ての可能な認識の全体を目指すのに役立つ。そこで、我々が理性が新しい認識のための構成的な権能をもつと誤って考え、それによっていわゆるアンチノミーに陥いってしまう危険が生じる。そのアンチノミーは、認識しうる存在者としての我々が追求す「べき」ものと我々が認識し「得る」ものとの混同にすべて基づいている。
そこから形而上学的な問題提起が、世界の時間的空間的な制約に従って、全ての存在者の第一原因あるいは神の実存に従って、生じる。このことは、認識能力としての我々の理性の批判によって、理性がその能力のうちで証明したいものだが、理性はまた同時に制限され、全てのこの問題提起の（理論的な）解決不可能性だけが証明されるのである。

## 日本語訳
- 土岐邦夫・野田又夫・観山雪陽訳 『プロレゴーメナ・人倫の形而上学の基礎づけ』 中央公論新社（中公クラシックス）、2005年
- 有福孝岳・久呉高之訳 『カント全集6 純粋理性批判（下）・プロレゴーメナ』 岩波書店、2006年
- 篠田英雄訳 『プロレゴメナ』 岩波文庫、1977年
- 桑木厳翼・天野貞祐訳『プロレゴーメナ』 岩波書店、1926年。一穂社（オンデマンド版）、2005年。旧訳版

### プロレゴメナの原文
- Bei der Uni Potsdam
- Bei der FH Augsburg
- Bei Gutenberg.de

### カントに関するリンク
- マールブルク大学のサイト
- スタンフォード哲学事典から